# Leichtathletik-Junioreneuropameisterschaften 2009
| 20. Leichtathletik-Junioreneuropameisterschaften       | 20. Leichtathletik-Junioreneuropameisterschaften |
| ------------------------------------------------------ | ------------------------------------------------ |
| Stadion während den Junioreneuropameisterschaften 2009 |                                                  |
| Stadt                                                  | Novi Sad, Serbien                                |
| Stadion                                                | Stadion Karađorđe                                |
| Teilnehmende Länder                                    | 46                                               |
| Teilnehmende Athleten                                  | ca. 1000                                         |
| Wettbewerbe                                            | 44                                               |
| Eröffnung                                              | 23. Juli 2009                                    |
| Schlussfeier                                           | 26. Juli 2009                                    |
| Eröffnet durch                                         |                                                  |

Die 20. Leichtathletik-Junioreneuropameisterschaften fanden vom 23. bis 26. Juli 2009 im Stadion Karađorđe in Novi Sad (Serbien) statt.
Die Wettkampfergebnisse sind unter Weblinks zu finden.

## Teilnehmer
Ungefähr 1000 Athleten aus 46 Nationen, also von fast allen Mitgliedsverbänden, waren vertreten.
Der Deutsche Leichtathletik-Verband (DLV) entsandte 50 Athletinnen und 46 Athleten.

## Ergebnisse

### Männer

#### 100 m
| Platz | Athlet              | Land | Zeit (s)     |
| ----- | ------------------- | ---- | ------------ |
| 1     | Christophe Lemaitre | FRA  | 10,04 EJR CR |
| 2     | Ramil Quliyev       | AZE  | 10,16 NR     |
| 3     | Eugene Ayanful      | GBR  | 10,37 PB     |
| 4     | Andrew Robertson    | GBR  | 10,37 PB     |
| 5     | Valerio Rosichini   | ITA  | 10,54        |
| 6     | Delmas Obou         | ITA  | 10,55        |
| 7     | Max Galliers        | GBR  | 10,64        |
| 8     | Artur Szczęśniak    | POL  | 10,76        |

#### 200 m
| Platz | Athlet                       | Land | Zeit (s) |
| ----- | ---------------------------- | ---- | -------- |
| 1     | Ramil Quliyev                | AZE  | 20,33 CR |
| 2     | Robert Hering                | GER  | 20,83    |
| 3     | Diego Marani                 | ITA  | 21,03    |
| 4     | Lykourgos-Stefanos Tsakonas  | GRE  | 21,16    |
| 5     | Pavel Maslák                 | CZE  | 21,19    |
| 6     | Wjatscheslaw Kolesnitschenko | RUS  | 21,27    |
| 7     | Roy Schmidt                  | GER  | 21,44    |
| 8     | Benjamin Olsson              | SWE  | 21,87    |

#### 400 m
| Platz | Athlet             | Land | Zeit (s) |
| ----- | ------------------ | ---- | -------- |
| 1     | Chris Clarke       | GBR  | 45,59 PB |
| 2     | Andrzej Jaros      | POL  | 46,75 PB |
| 3     | Louis Persent      | GBR  | 46,82    |
| 4     | Niklas Zender      | GER  | 46,84    |
| 5     | Zoltán Kovács      | HUN  | 47,07    |
| 6     | Marco Kaiser       | GER  | 47,39    |
| 7     | Marcin Grynkiewicz | POL  | 47,67    |
| 8     | Máté Lukács        | HUN  | 47,69    |

#### 800 m
| Platz | Athlet                | Land | Zeit (min) |
| ----- | --------------------- | ---- | ---------- |
| 1     | Kevin López           | ESP  | 1:48,25    |
| 2     | Niall Brooks          | GBR  | 1:49,21    |
| 3     | Aleksandr Schepljakow | RUS  | 1:49,37 PB |
| 4     | Fábio Gonçalves       | POR  | 1:49,57    |
| 5     | Robbie Schofield      | GBR  | 1;50,07    |
| 6     | Paul Renaudie         | FRA  | 1:51,35    |
| 7     | Andreas Smout         | BEL  | 1:51,65    |
| 8     | Mark Patterson        | IRL  | 1:52,22    |

#### 1500 m
| Platz | Athlet           | Land | Zeit (min) |
| ----- | ---------------- | ---- | ---------- |
| 1     | David Bustos     | ESP  | 3:53,31    |
| 2     | Resul Çevik      | TUR  | 3:54,30    |
| 3     | Simon Horsfield  | GBR  | 3:54,56    |
| 4     | Daniel Clorley   | GBR  | 3:54,66    |
| 5     | Jonas Leanderson | SWE  | 3:54,67    |
| 6     | Ross Murray      | GBR  | 3:54,72    |
| 7     | Bryan Cantero    | FRA  | 3:55,41    |
| 8     | Szymon Sznura    | POL  | 3:55,54    |

#### 5000 m
| Platz | Athlet                | Land | Zeit (min)  |
| ----- | --------------------- | ---- | ----------- |
| 1     | Hayle İbrahimov       | AZE  | 14:01,19 NR |
| 2     | Jakub Živec           | CZE  | 14:10,58 PB |
| 3     | Aitor Fernández       | ESP  | 14:20,14 PB |
| 4     | Siarhei Platonau      | BLR  | 14:22,65 PB |
| 5     | Sondre Nordstad Moen  | NOR  | 14:26,23    |
| 6     | Houssam Bouallagui    | FRA  | 14:27,40    |
| 7     | Jesper van der Wielen | NED  | 14:29,47 PB |
| 8     | Simon Denissel        | FRA  | 14:37,86    |

#### 10.000 m
| Platz | Athlet             | Land | Zeit (min)   |
| ----- | ------------------ | ---- | ------------ |
| 1     | Hayle İbrahimov    | AZE  | 30:06,64 NJR |
| 2     | Simon Lawson       | GBR  | 30:35,62     |
| 3     | Siarhei Platonau   | BLR  | 30:55,92 PB  |
| 4     | Dewi Griffiths     | GBR  | 31:14,54     |
| 5     | Mario Mola         | ESP  | 31:18,55     |
| 6     | Dieter Vanstreels  | BEL  | 31:35,89     |
| 7     | Soufiane Bouchikhi | BEL  | 31:46,38     |
| 8     | Lajos Farkas       | ROU  | 31:55,55     |

#### 10.000 m Bahngehen
| Platz | Athlet               | Land | Zeit (min)  |
| ----- | -------------------- | ---- | ----------- |
| 1     | Stanislaw Jemeljanow | RUS  | 40:20,86 SB |
| 2     | Denis Strelkow       | RUS  | 40:24,97 PB |
| 3     | Walerij Filiptschuk  | RUS  | 40:29,35 PB |
| 4     | Carl Dohmann         | GER  | 42:09,78 PB |
| 5     | Riccardo Macchia     | ITA  | 42:20,12 SB |
| 6     | Vito Di Bari         | ITA  | 42:39,80    |
| 7     | Wojciech Halman      | POL  | 43:22,80    |
| 8     | Aku Partanen         | FIN  | 43:44,62    |

#### 110 m Hürden (99 cm)
| Platz | Athlet                  | Land | Zeit (s)  |
| ----- | ----------------------- | ---- | --------- |
| 1     | Lawrence Clarke         | GBR  | 13,37 NJR |
| 2     | Sergei Schubenkow       | RUS  | 13,40     |
| 3     | Aljaksandr Linnik       | BLR  | 13,41 NJR |
| 4     | Pascal Martinot-Lagarde | FRA  | 13,45     |
| 5     | Thomas Delmestre        | FRA  | 13,48     |
| 6     | Jack Meredith           | GBR  | 13,51 PB  |
|       | Andreas Martinsen       | DEN  | DNF       |
|       | Michał Szade            | POL  | DSQ       |

#### 400 m Hürden
| Platz | Athlet               | Land | Zeit (s) |
| ----- | -------------------- | ---- | -------- |
| 1     | Tobias Giehl         | GER  | 50,85 PB |
| 2     | Marc-John Dombrowski | GER  | 51,28    |
| 3     | Nikita Andrijanow    | RUS  | 51,43    |
| 4     | Niall Flannery       | GBR  | 51,50    |
| 5     | Silvestras Guogis    | LTU  | 52,55    |
| 6     | Robert Bryliński     | POL  | 53,02    |
| 7     | Xavier Carrión       | ESP  | 53,40    |
| 8     | Revelinho Eind       | NED  | 53,58    |

#### 3000 m Hindernis
| Platz | Athlet              | Land | Zeit (min) |
| ----- | ------------------- | ---- | ---------- |
| 1     | Antonio Abadía      | ESP  | 8:47,45 PB |
| 2     | James Wilkinson     | GBR  | 8:51,54 PB |
| 3     | Jeroen D’hoedt      | BEL  | 8:51,76 PB |
| 4     | Abdelatif Hadjam    | FRA  | 8:55,11    |
| 5     | Valentin Pepiot     | FRA  | 8:57,21    |
| 6     | Tanguy Pepiot       | FRA  | 8:58,69 PB |
| 7     | Daniel Krüger       | GER  | 8:59,93    |
| 8     | Jurij Kischtschenko | UKR  | 9:03,14    |

#### 4 × 100 m Staffel
| Platz | Land                   | Athleten                                                            | Zeit (min) |
| ----- | ---------------------- | ------------------------------------------------------------------- | ---------- |
| 1     | Deutschland            | Roy Schmidt Robert Hering Florian Föstl Felix Göltl                 | 39,33      |
| 2     | Tschechien             | Martin Říčař Lukáš Šťastný Pavel Maslák Václav Zich                 | 39,57 NJR  |
| 3     | Vereinigtes Königreich | Andrew Robertson Junior Ejehu Deji Tobais Eugene Ayanful            | 39,78      |
| 4     | Italien                | Michael Tumi Diego Marani Francesco Basciani Valerio Rosichini      | 40,00      |
| 5     | Niederlande            | Lindell Philip Dennis Spillekom Jip Baltissen Joeri Jaegers         | 40,02      |
| 6     | Spanien                | Eduard Viles Rubén Pros Antonio Martínez Eusebio Cáceres            | 40,03 NJR  |
| 7     | Polen                  | Mateusz Jędrusik Artur Szczęśniak Jakub Dobrowolski Łukasz Gauza    | 40,03      |
| 8     | Schweden               | Carlos Fröjd Alexander Nordkvist Tom Kling-Baptiste Benjamin Olsson | 40,56 SB   |

#### 4 × 400 m Staffel
| Platz | Land                   | Athleten                                                                     | Zeit (min) |
| ----- | ---------------------- | ---------------------------------------------------------------------------- | ---------- |
| 1     | Vereinigtes Königreich | Louis Persent Ross McDonald Nathan Wake Chris Clarke                         | 3:07,85    |
| 2     | Deutschland            | Niklas Zender Benjamin Jonas Sascha Eder Marco Kaiser                        | 3:08,11    |
| 3     | Italien                | Andrea Daminelli Francesco Cappellin Alessandro Pedrazzoli Francesco Ravasio | 3:09,87    |
| 4     | Ungarn                 | Tibor Koroknai Máté Lukács Dániel Kállay Zoltán Kovács                       | 3:12,63    |
| 5     | Slowakei               | Roman Turčáni Ján Beňa Dušan Páleník Juraj Mokráš                            | 3:14,42    |
| 6     | Irland                 | Fearghus Hannon Eoin Mulhall Billy Ryan Jason Harvey                         | 3:15,79    |
| 7     | Türkei                 | Hüseyin Yağlı Cihat Ulus Resul Çevik Emrah Çoban                             | 3:17,29    |
|       | Polen                  | Tomasz Kwiatkowski Andrzej Jaros Mateusz Zagórski Marcin Grynkiewicz         | DSQ        |

#### Hochsprung
| Platz | Athlet             | Land | Höhe (m) |
| ----- | ------------------ | ---- | -------- |
| 1     | Sergej Mudrow      | RUS  | 2,25     |
| 2     | Ümit Tan           | TUR  | 2,25 NUR |
| 3     | Artsem Naumovitsch | BLR  | 2,19 PB  |
| 4     | Lorenzo Biaggi     | ITA  | 2,14     |
| 5     | Kourosh Foroughi   | IRL  | 2,11     |
| 5     | Sven Tarnowski     | GER  | 2,11     |
| 5     | Kjølv Egeland      | NOR  | 2,11     |
| 8     | Robin Pál          | HUN  | 2,11     |

#### Stabhochsprung
| Platz | Athlet              | Land | Höhe (m) |
| ----- | ------------------- | ---- | -------- |
| 1     | Nico Weiler         | GER  | 5,25     |
| 2     | Dmitrij Tscheljabin | RUS  | 5,25     |
| 3     | Henri Väyrynen      | FIN  | 5,15 PB  |
| 4     | Andrew Sutcliffe    | GBR  | 5,05     |
| 5     | Pascal Koehl        | GER  | 4,95     |
| 6     | Tom Konrad          | GER  | 4,95     |
| 6     | Adam Lisiak         | POL  | 4,95     |
| 8     | Marcello Palazzo    | ITA  | 4,95     |

#### Weitsprung
| Platz | Athlet                | Land | Weite (m) |
| ----- | --------------------- | ---- | --------- |
| 1     | Aleksandr Menkow      | RUS  | 7,98      |
| 2     | Łukasz Masłowski      | POL  | 7,85 PB   |
| 3     | Marcos Caldeira       | POR  | 7,58      |
| 4     | Patrick Rädler        | GER  | 7,65      |
| 5     | Zachariasz Dereziński | POL  | 7,64      |
| 6     | Eusebio Cáceres       | ESP  | 7,64      |
| 7     | Dimítrios Mihalélis   | GRE  | 7,49      |
| 8     | Arzjom Bandarenka     | BLR  | 7,41 PB   |

#### Dreisprung
| Platz | Athlet                 | Land | Weite (m) |
| ----- | ---------------------- | ---- | --------- |
| 1     | Alexei Fjodorow        | RUS  | 16,67     |
| 2     | Aşkin Karaca           | TUR  | 16,10 NJR |
| 3     | Pavels Kovalovs        | LAT  | 16,03 PB  |
| 4     | Ruslan Samitow         | RUS  | 15,89     |
| 5     | Alexandru George Baciu | ROU  | 15,88 PB  |
| 6     | Jorge Gimeno           | ESP  | 15,88     |
| 7     | Manuel Ziegler         | ESP  | 15,54     |
| 8     | Panayiotis Volou       | CYP  | 15,44     |

#### Kugelstoßen
| Platz | Athlet            | Land | Weite (m)    |
| ----- | ----------------- | ---- | ------------ |
| 1     | David Storl       | GER  | 22,40 EJR CR |
| 2     | Mykyta Nesterenko | UKR  | 20,22        |
| 3     | Hendrik Müller    | GER  | 19,63        |
| 4     | Marin Premeru     | CRO  | 19,40        |
| 5     | Božidar Antunović | SRB  | 19,26        |
| 6     | Simon Gustafsson  | SWE  | 19,18 SB     |
| 7     | Ladislav Prášil   | CZE  | 18,85        |
| 8     | Michał Rasiński   | POL  | 18,58        |

#### Diskuswurf
| Platz | Athlet                 | Land | Weite (m) |
| ----- | ---------------------- | ---- | --------- |
| 1     | Mykyta Nesterenko      | UKR  | 65,73 CR  |
| 2     | Gordon Wolf            | GER  | 63,02     |
| 3     | Marin Premeru          | CRO  | 60,98     |
| 4     | Curtis Griffith-Parker | GBR  | 60,46     |
| 5     | Andrius Gudžius        | LTU  | 60,05     |
| 6     | Priidu Niit            | EST  | 59,17 PB  |
| 7     | Pyry Niskala           | FIN  | 58,50 PB  |
| 8     | Meigo Tammsaar         | EST  | 58,18     |

#### Hammerwurf
| Platz | Athlet            | Land | Weite (m) |
| ----- | ----------------- | ---- | --------- |
| 1     | Andrij Martynjuk  | UKR  | 79,54 CR  |
| 2     | Ákos Hudi         | HUN  | 79,14 PB  |
| 3     | Javier Cienfuegos | ESP  | 79,12     |
| 4     | Eivind Henriksen  | NOR  | 76,65     |
| 5     | Aleh Dubizki      | BLR  | 74,47     |
| 6     | Richard Olbrich   | GER  | 74,14     |
| 7     | Dániel Szabó      | HUN  | 73,61 PB  |
| 8     | Peter Smith       | GBR  | 72,16     |

#### Speerwurf
| Platz | Athlet            | Land | Weite (m) |
| ----- | ----------------- | ---- | --------- |
| 1     | Andreas Hofmann   | GER  | 75,89     |
| 2     | Till Wöschler     | GER  | 73,66     |
| 3     | Łukasz Grzeszczuk | POL  | 73,55 PB  |
| 4     | Gianluca Tamberi  | ITA  | 72,76 NJR |
| 5     | Kirill Kadukow    | RUS  | 71,16     |
| 6     | Joonas Verronen   | FIN  | 71,00     |
| 7     | Maik Dolch        | GER  | 70,65     |
| 8     | Jakub Vadlejch    | CZE  | 69,63     |

#### Zehnkampf
| Platz | Athlet                  | Land | Punkte   |
| ----- | ----------------------- | ---- | -------- |
| 1     | Thomas Van der Plaetsen | BEL  | 7769 NJR |
| 2     | Petter Olson            | SWE  | 7734 PB  |
| 3     | Kai Kazmirek            | GER  | 7639 PB  |
| 4     | Maximilian Gilde        | GER  | 7552 PB  |
| 5     | Daniel Gardiner         | GBR  | 7509     |
| 6     | Dominik Distelberger    | AUT  | 7396 NJR |
| 7     | Adam Pašiak             | CZE  | 7331     |
| 8     | Adam Sebastian Helcelet | CZE  | 7286     |

### Frauen

#### 100 m
| Platz | Athletin          | Land | Zeit (s) |
| ----- | ----------------- | ---- | -------- |
| 1     | Yasmin Kwadwo     | GER  | 11,42    |
| 2     | Folake Akinyemi   | NOR  | 11,47 PB |
| 3     | Andreea Ogrăzeanu | ROU  | 11,47    |
| 4     | Niamh Whelan      | IRL  | 11,63 PB |
| 5     | Małgorzata Kołdej | POL  | 11,64 PB |
| 6     | Leena Günther     | GER  | 11,64    |
| 7     | Torema Thompson   | GBR  | 11,65    |
| 8     | Jessie Saint-Marc | FRA  | 11,70    |

#### 200 m
| Platz | Athletin              | Land | Zeit (s) |
| ----- | --------------------- | ---- | -------- |
| 1     | Andreea Ogrăzeanu     | ROU  | 23,70    |
| 2     | Aljona Tamkina        | RUS  | 23,72    |
| 3     | Anna Kiełbasińska     | POL  | 23,75    |
| 4     | Ruth Sophia Spelmeyer | GER  | 23,89    |
| 5     | Shaunna Thompson      | GBR  | 23,93    |
| 6     | Folake Akinyemi       | NOR  | 23,99    |
| 7     | Niamh Whelan          | IRL  | 24,37    |
| 8     | Emily Diamond         | GBR  | 24,43    |

#### 400 m
| Platz | Athletin             | Land | Zeit (s) |
| ----- | -------------------- | ---- | -------- |
| 1     | Julija Baraley       | UKR  | 52,80    |
| 2     | Lilija Gafijatullina | RUS  | 53,51 PB |
| 3     | Moa Hjelmer          | SWE  | 54,01 PB |
| 4     | Lilija Molchanowa    | RUS  | 54,47    |
| 5     | Merve Aydın          | TUR  | 54,57    |
| 6     | Valentina Zappa      | ITA  | 54,65    |
| 7     | Alina Lohwynenko     | UKR  | 55,18    |
|       | Olha Semljak         | UKR  | DSQ      |

Olha Semljak belegte ursprünglich den vierten Platz, jedoch wurde sie im Nachhinein wegen Dopings disqualifiziert.

#### 800 m
| Platz | Athletin             | Land | Zeit (min) |
| ----- | -------------------- | ---- | ---------- |
| 1     | Mirela Lavric        | ROU  | 2:04,12    |
| 2     | Corinna Harrer       | GER  | 2:04,51    |
| 3     | Jekaterina Sawjalowa | RUS  | 2:04,59    |
| 4     | Alison Leonard       | GBR  | 2:04,66    |
| 5     | Jelena Schilkina     | RUS  | 2:07,12    |
| 6     | Olha Bibik           | UKR  | 2:07,55    |
| 7     | Selina Büchel        | SUI  | 2:07,93    |
| 8     | Sofia Öberg          | SWE  | 2:08,47    |

#### 1500 m
| Platz | Athletin           | Land | Zeit (min)  |
| ----- | ------------------ | ---- | ----------- |
| 1     | Darja Jachmenewa   | RUS  | 4:14,64 RUS |
| 2     | Layes Tsige        | AZE  | 4:16,63 PB  |
| 3     | Elina Sujew        | GER  | 4:16,86     |
| 4     | Jelena Schilkina   | RUS  | 4:17,13 PB  |
| 5     | Natalija Piliušina | LTU  | 4:19,30     |
| 6     | Diana Sujew        | GER  | 4:19,68 PB  |
| 7     | Josephine Moultrie | GBR  | 4:21,53     |
| 8     | Gezashign Safarova | AZE  | 4:23,74     |

#### 3000 m
| Platz | Athletin           | Land | Zeit (min) |
| ----- | ------------------ | ---- | ---------- |
| 1     | Jelena Korobkina   | RUS  | 9:13,35 PB |
| 2     | Kate Avery         | GBR  | 9:13,68 PB |
| 3     | Louise Small       | GBR  | 9:15,47 PB |
| 4     | Gezashign Safarova | AZE  | 9:17,59 PB |
| 5     | Beth Potter        | GBR  | 9:18,81 PB |
| 6     | Amela Terzić       | SRB  | 9:22,44 PB |
| 7     | Tuğba Karakaya     | TUR  | 9:31,31 PB |
| 8     | Giulia Viola       | ITA  | 9:39,38    |

#### 5000 m
| Platz | Athletin                  | Land | Zeit (min)  |
| ----- | ------------------------- | ---- | ----------- |
| 1     | Karoline Bjerkeli Grøvdal | NOR  | 15:45,45    |
| 2     | Charlotte Purdue          | GBR  | 15:55,96    |
| 3     | Veronica Inglese          | ITA  | 16:41,37 PB |
| 4     | Jana van Wabeke           | BEL  | 16:45,37    |
| 5     | Olha Skrypak              | UKR  | 16:46,81    |
| 6     | Tuğba Koyuncu             | TUR  | 16:58,43    |
| 7     | Teodora Simović           | SRB  | 16:58,89 PB |
| 8     | Lucia Colì                | ITA  | 17:04,38    |

#### 10.000 m Bahngehen
| Platz | Athlet               | Land | Zeit (min)  |
| ----- | -------------------- | ---- | ----------- |
| 1     | Elmira Alembekowa    | RUS  | 46:31,07 SB |
| 2     | Antonella Palmisano  | ITA  | 46:59,47 SB |
| 3     | Nina Okhotnikowa     | RUS  | 47:04,97 PB |
| 4     | Adriana Turnea       | ROU  | 48:48,95 SB |
| 5     | Alexandra Gradinariu | ROU  | 49:10,48 SB |
| 6     | Laurène Delon        | FRA  | 50:05,37 SB |
| 7     | Paula Martínez       | ESP  | 50:40,97 SB |
| 8     | Sara Alonso          | ESP  | 52:18,98    |

#### 100 m Hürden
| Platz | Athletin            | Land | Zeit (s) |
| ----- | ------------------- | ---- | -------- |
| 1     | Anne Zagré          | BEL  | 13,21    |
| 2     | Isabelle Pedersen   | NOR  | 13,49    |
| 3     | Yariatou Touré      | FRA  | 13,52    |
| 4     | Kazjaryna Arzjuch   | BLR  | 13,71    |
| 5     | Carina Schöckel     | GER  | 13,92    |
| 6     | Karen Jean-Francois | FRA  | 13,98    |
| 7     | Nikola Ogrodníková  | CZE  | 14,03    |
|       | Hanne Claes         | BEL  | DNF      |

#### 400 m Hürden
| Platz | Athletin           | Land | Zeit (s)  |
| ----- | ------------------ | ---- | --------- |
| 1     | Inga Müller        | GER  | 57,16     |
| 2     | Mila Andrić        | SRB  | 57,55 NR  |
| 3     | Kazjaryna Arzjuch  | BLR  | 58,09 =PB |
| 4     | Emma Millard       | FIN  | 58,52     |
| 5     | Christiane Klopsch | GER  | 58,80     |
| 6     | Ese Okoro          | GBR  | 60,64     |
| 7     | Anja Bork          | GER  | 64,78     |
|       | Lauren Bouchard    | GBR  | DNF       |

#### 3000 m Hindernis
| Platz | Athletin                  | Land | Zeit (min)   |
| ----- | ------------------------- | ---- | ------------ |
| 1     | Karoline Bjerkeli Grøvdal | NOR  | 9:43,69 CR   |
| 2     | Layes Tsige               | AZE  | 9:55,95 NR   |
| 3     | Louise Webb               | GBR  | 10:10,34 PB  |
| 4     | Estefanía Tobal           | ESP  | 10:15,68 NJR |
| 5     | Valeria Roffino           | ITA  | 10:17,35 NJR |
| 6     | Martina Bařinová          | CZE  | 10:20,00     |
| 7     | Aleksandra Kudrjaschowa   | RUS  | 10:22,02     |
| 8     | Klara Bodinson            | SWE  | 10:22,21 NJR |

#### 4 × 100 m Staffel
| Platz | Land        | Athleten                                                                | Zeit (min) |
| ----- | ----------- | ----------------------------------------------------------------------- | ---------- |
| 1     | Deutschland | Yasmin Kwadwo Leena Günther Nadja Bahl Ruth Sophia Spelmeyer            | 44,86      |
| 2     | Polen       | Ewelina Skoczylas Małgorzata Kołdej Ewa Zarębska Anna Kiełbasińska      | 45,12      |
| 3     | Niederlande | Judith Bosker Yaël van Pelt Anouk Hagen Jamile Samuel                   | 45,88      |
| 4     | Italien     | Laura Strati Laura Gamba Camilla Fiorindi Marta Maffioletti             | 45,92      |
| 5     | Schweiz     | Marisa Lavanchy Jacqueline Gasser Grace Muamba Marzia Schilleci         | 45,97 SB   |
| 6     | Norwegen    | Ida Bakke Hansen Isabelle Pedersen Tine Teigene Dalen Mari Gilde Brubak | 46,39      |
| 7     | Irland      | Steffi Creaner Eilish Fitzpatrick Catherine McManus Niamh Whelan        | 46,61      |
| 8     | Serbien     | Tanja Ilic Mila Andrić Katarina Sirmić Ivana Španović                   | 48,86      |

#### 4 × 400 m Staffel
| Platz | Land        | Athleten                                                              | Zeit (min) |
| ----- | ----------- | --------------------------------------------------------------------- | ---------- |
| 1     | Russland    | Julija Terechowa Lilija Zubkowa Alina Safiullina Lilija Gafijatullina | 3:36,25    |
| 2     | Deutschland | Laura Hansen Maral Feizbakhsh Daniela Ferenz Inga Müller              | 3:37,83    |
| 3     | Frankreich  | Elea Mariama Diarra Djeneba Camara Asta Dramé Lénora Guion-Firmin     | 3:39,62    |
| 4     | Belgien     | Hanne Claes Lindsy Cozijns Jessie Raes Wendy Labeye                   | 3:41,86 SB |
| 5     | Serbien     | Mila Andrić Jelena Andjelković Marijela Marković Katarina Ilić        | 3:43,81    |
|       | Ukraine     | Olha Semljak Julija Krasnoschtschok Alina Lohwynenko Julija Baralej   | DSQ        |

Der ursprünglichen Siegermannschaft aus der Ukraine wurde die Goldmedaille wegen eines Dopingvergehens von Olha Semljak aberkannt. Die für den Wettkampf gemeldete Staffel aus der Türkei trat nicht an.

#### Hochsprung
| Platz | Athletin                   | Land | Höhe (m)  |
| ----- | -------------------------- | ---- | --------- |
| 1     | Natalja Mamlina            | RUS  | 1,91 PB   |
| 2     | Marija Vuković             | MNE  | 1,89 NR   |
| 3     | Burcu Yüksel               | TUR  | 1,89 =NJR |
| 4     | Elena Vallortigara         | ITA  | 1,87 PB   |
| 5     | Esthera Petre              | ROU  | 1,84      |
| 6     | Martyna Bielawska          | POL  | 1,80      |
| 6     | Charlotte Brauch           | GER  | 1,80      |
| 6     | Marie-Laurence Jungfleisch | GER  | 1,80      |
| 6     | Oksana Okunjewa            | UKR  | 1,80      |

#### Stabhochsprung
| Platz | Athletin             | Land | Höhe (m) |
| ----- | -------------------- | ---- | -------- |
| 1     | Martina Schultze     | GER  | 4,20     |
| 2     | Jekaterina Kolesowa  | RUS  | 4,10     |
| 3     | Caroline Bonde Holm  | DEN  | 4,10     |
| 4     | Olga Frąckowiak      | POL  | 4,10 =PB |
| 5     | Petra Olsen          | SWE  | 4,00     |
| 5     | Marianna Zachariadou | CYP  | 4,00     |
| 7     | Denise Groot         | NED  | 4,00     |
| 8     | Loréla Mánou         | GRE  | 3,90     |

#### Weitsprung
| Platz | Athletin          | Land | Weite (m)  |
| ----- | ----------------- | ---- | ---------- |
| 1     | Darja Klischina   | RUS  | 6,80 CR PB |
| 2     | Ivana Španović    | SRB  | 6,71 NR    |
| 3     | Anna Jagaciak     | POL  | 6,29 =PB   |
| 4     | Lisa Steinkamp    | GER  | 6,26 PB    |
| 5     | Cristina Sandu    | ROU  | 6,21       |
| 6     | Valentine Zmuda   | FRA  | 6,20       |
| 7     | Anja Schulz       | GER  | 6,11       |
| 8     | Martyna Bielawska | POL  | 6,09       |

#### Dreisprung
| Platz | Athletin            | Land | Weite (m) |
| ----- | ------------------- | ---- | --------- |
| 1     | Liane Pintsaar      | EST  | 13,89 PB  |
| 2     | Cristina Sandu      | ROU  | 13,61 PB  |
| 3     | Jenny Elbe          | GER  | 13,55     |
| 4     | Anna Jagaciak       | POL  | 13,55 NJR |
| 5     | Kristin Gierisch    | GER  | 13,42     |
| 6     | Alisa Wlasowa       | RUS  | 13,25     |
| 7     | Nadeschda Korytkina | RUS  | 13,03 PB  |
| 8     | Mia Haave           | NOR  | 12,99 =SB |

#### Kugelstoßen
| Platz | Athletin              | Land | Weite (m) |
| ----- | --------------------- | ---- | --------- |
| 1     | Aljona Dubizkaja      | BLR  | 17,59     |
| 2     | Samira Burkhardt      | GER  | 16,46     |
| 3     | Sophie Kleeberg       | GER  | 15,95     |
| 4     | Paulina Guba          | POL  | 15,63 =PB |
| 5     | Sandra Perković       | CRO  | 15,42     |
| 6     | Markéta Červenková    | CZE  | 14,88 PB  |
| 7     | Anastasija Podolskaja | RUS  | 14,81     |
| 8     | Marta Kaniewska       | POL  | 14,72     |

#### Diskuswurf
| Platz | Athletin            | Land | Weite (m) |
| ----- | ------------------- | ---- | --------- |
| 1     | Sandra Perković     | CRO  | 62,44 NR  |
| 2     | Julia Fischer       | GER  | 55,11     |
| 3     | Irina Rodrigues     | POR  | 53,14     |
| 4     | Marija Koschkarjowa | UKR  | 52,62 PB  |
| 5     | Antje Bormann       | GER  | 52,07     |
| 6     | Julija Kurylo       | UKR  | 50,90     |
| 7     | Sandra Andersson    | SWE  | 48,11     |
| 8     | Izabela Ogórek      | POL  | 47,80     |

#### Hammerwurf
| Platz | Athletin                     | Land | Weite (m) |
| ----- | ---------------------------- | ---- | --------- |
| 1     | Bianca Perie                 | ROU  | 68,59 CR  |
| 2     | Jenny Ozorai                 | HUN  | 63,70     |
| 3     | Sophie Hitchon               | GBR  | 63,18 NJR |
| 4     | Alina Kastrowa               | BLR  | 62,104    |
| 5     | Eszter Németh                | HUN  | 59,29     |
| 6     | Johanna Salmela              | FIN  | 58,76     |
| 7     | Carolin Paesler              | GER  | 58,76     |
| 8     | Andriána Papadopoúlou-Fatála | GRE  | 57,85     |

#### Speerwurf
| Platz | Athletin                | Land | Weite (m) |
| ----- | ----------------------- | ---- | --------- |
| 1     | Tatjana Jelača          | SRB  | 60,35 NR  |
| 2     | Karolina Mor            | POL  | 53,57     |
| 3     | Sabine Kopplin          | GER  | 53,26 PB  |
| 4     | Carita Hinkka           | FIN  | 52,92     |
| 5     | Živa Klarer Rebec       | SLO  | 51,83     |
| 6     | Swiatlana Kulitsch      | BLR  | 51,43     |
| 7     | Sini Kiiski             | FIN  | 49,83     |
| 8     | Wiktorija Sudaruschkina | RUS  | 49,77     |

#### Siebenkampf
| Platz | Athletin                  | Land | Punkte  |
| ----- | ------------------------- | ---- | ------- |
| 1     | Carolin Schäfer           | GER  | 5697 PB |
| 2     | Kateřina Cachová          | CZE  | 5660    |
| 3     | Léa Sprunger              | SUI  | 5552 PB |
| 4     | Dafne Schippers           | NED  | 5507 PB |
| 5     | Nadine Broersen           | NED  | 5456 PB |
| 6     | Kristina Sawizkaja        | RUS  | 5397    |
| 7     | Frida Linde               | SWE  | 5396    |
| 8     | Katarina Johnson-Thompson | GBR  | 5375    |

## Abkürzungen
- WR = Weltrekord
- WU20R = U20-Weltrekord
- OR = olympischer Rekord
- YOR = olympischer Jugendrekord
- AR = Kontinentalrekord
- AU20R = U20-Kontinentalrekord
- NR = nationaler Rekord
- NU20R = nationaler U20-Rekord
- CR = Meisterschaftsrekord
- MR = Veranstaltungsrekord
- WB = Weltbestleistung
- WU20B = U20-Weltbestleistung
- WU18B = U18-Weltbestleistung
- AB = Kontinentalbestleistung
- AU20B = U20-Kontinentalbestleistung
- AU18B = U18-Kontinentalbestleistung
- NB = nationale Bestleistung
- NU20B = nationale U20-Bestleistung
- NU18B = nationale U18-Bestleistung
- PB = persönliche Bestleistung
- SB = persönliche Saisonbestleistung
- QB = Qualifikationsbestleistung
- WL = Weltjahresbestleistung
- WU20L = U20-Weltjahresbestleistung
- WU18L = U18-Weltjahresbestleistung
- DSQ = disqualifiziert (engl. Disqualified)
- DNS = Wettkampf nicht angetreten (engl. Did Not Start)
- DNF = Wettkampf nicht beendet (engl. Did Not Finish)

## Medaillenspiegel
| Medaillenspiegel (Endstand nach 44 Entscheidungen) | Medaillenspiegel (Endstand nach 44 Entscheidungen) | Medaillenspiegel (Endstand nach 44 Entscheidungen) | Medaillenspiegel (Endstand nach 44 Entscheidungen) | Medaillenspiegel (Endstand nach 44 Entscheidungen) | Medaillenspiegel (Endstand nach 44 Entscheidungen) |
| Platz                                              | Land                                               | Gold                                               | Silber                                             | Bronze                                             | Gesamt                                             |
| -------------------------------------------------- | -------------------------------------------------- | -------------------------------------------------- | -------------------------------------------------- | -------------------------------------------------- | -------------------------------------------------- |
| 1                                                  | Deutschland                                        | 10                                                 | 8                                                  | 7                                                  | 25                                                 |
| 2                                                  | Russland                                           | 9                                                  | 7                                                  | 6                                                  | 22                                                 |
| 3                                                  | Ukraine                                            | 4                                                  | 1                                                  | 0                                                  | 5                                                  |
| 4                                                  | Vereinigtes Königreich                             | 3                                                  | 5                                                  | 7                                                  | 15                                                 |
| 5                                                  | Aserbaidschan                                      | 3                                                  | 3                                                  | 0                                                  | 6                                                  |
| 6                                                  | Rumänien                                           | 3                                                  | 1                                                  | 1                                                  | 5                                                  |
| 7                                                  | Spanien                                            | 3                                                  | 0                                                  | 2                                                  | 5                                                  |
| 8                                                  | Norwegen                                           | 2                                                  | 2                                                  | 0                                                  | 4                                                  |
| 9                                                  | Belgien                                            | 2                                                  | 0                                                  | 1                                                  | 3                                                  |
| 10                                                 | Serbien                                            | 1                                                  | 2                                                  | 0                                                  | 3                                                  |
| 11                                                 | Belarus                                            | 1                                                  | 0                                                  | 4                                                  | 5                                                  |
| 12                                                 | Kroatien                                           | 1                                                  | 0                                                  | 1                                                  | 2                                                  |
| 12                                                 | Frankreich                                         | 1                                                  | 0                                                  | 1                                                  | 2                                                  |
| 14                                                 | Estland                                            | 1                                                  | 0                                                  | 0                                                  | 1                                                  |
| 15                                                 | Polen                                              | 0                                                  | 5                                                  | 3                                                  | 8                                                  |
| 16                                                 | Türkei                                             | 0                                                  | 3                                                  | 1                                                  | 4                                                  |
| 17                                                 | Tschechien                                         | 0                                                  | 2                                                  | 0                                                  | 2                                                  |
| 17                                                 | Ungarn                                             | 0                                                  | 2                                                  | 0                                                  | 2                                                  |
| 19                                                 | Italien                                            | 0                                                  | 1                                                  | 3                                                  | 4                                                  |
| 20                                                 | Schweden                                           | 0                                                  | 1                                                  | 1                                                  | 2                                                  |
| 21                                                 | Montenegro                                         | 0                                                  | 1                                                  | 0                                                  | 1                                                  |
| 22                                                 | Dänemark                                           | 0                                                  | 0                                                  | 1                                                  | 1                                                  |
| 22                                                 | Finnland                                           | 0                                                  | 0                                                  | 1                                                  | 1                                                  |
| 22                                                 | Lettland                                           | 0                                                  | 0                                                  | 1                                                  | 1                                                  |
| 22                                                 | Niederlande                                        | 0                                                  | 0                                                  | 1                                                  | 1                                                  |
| 22                                                 | Portugal                                           | 0                                                  | 0                                                  | 1                                                  | 1                                                  |
| 22                                                 | Schweiz                                            | 0                                                  | 0                                                  | 1                                                  | 1                                                  |
| 27                                                 | Gesamt                                             | 44                                                 | 44                                                 | 44                                                 | 132                                                |